# Никола Ивановић
Никола Ивановић (Подгорица, 19. фебруар 1994) црногорски је кошаркаш. Игра на позицији плејмејкера.

## Каријера

### Клупска
Ивановић је поникао у школи кошарке КК Џокер из Подгорице. Своју прву сениорску сезону је одиграо за Морнар из Бара, а 2011. године је прешао у Будућност. У дресу Будућности освојио је четири титуле и три Купа Црне Горе, а у сезони 2014/15. је играо и полуфинале плеј-офа АБА лиге. Такође је два пута био и најкориснији играч црногорског Купа. По завршетку сезоне 2014/15, споразумно је раскинуо уговор са подгоричким клубом.
Крајем јула 2015. је потписао уговор са Мега Лексом. У екипи Меге је провео једну сезону у којој је освојио Куп Радивоја Кораћа, играо финале АБА лиге и помогао тиму да оствари пласман у регионално такмичење и наредне сезоне. Ивановић је за 30,2 минута на паркету у АБА лиги, просечно бележио 13,4 поена уз 5,2 асистенције и 1,5 украдених лопти. У Суперлиги Србије је у просеку имао 12,1 поен и 6,3 асистенције а изабран је и за најкориснијег играча финала Купа Радивоја Кораћа где је имао 24 поена, 5 асистенција (индекс 31) уз кључну блокаду на крају меча за победу Меге.
У јуну 2016. је потписао трогодишњи уговор са АЕК-ом из Атине. У јануару 2017. је прослеђен на позајмицу у италијанског прволигаша Орландину до краја сезоне. У јулу 2017. се вратио у Будућност. Провео је наредне четири сезоне у Будућности и током тог периода је освојио још две титуле првака Црне Горе као и још четири трофеја у Купу. Са екипом Будућности је освојио и Јадранску лигу у сезони 2017/18. чиме је подгорички клуб изборио пласман у Евролигу за сезону 2018/19. Поред овога, уврштен је у другу поставу идеалног тима Еврокупа за сезону 2017/18. као и у идеални тим Јадранске лиге за сезону 2020/21.
Дана 18. јуна 2021. године, Ивановић је потписао двогодишњи уговор са Црвеном звездом.

### Репрезентативна
Ивановић је члан репрезентације Црне Горе. Постао је познат широј јавности када је у квалификацијама за Европско првенство 2013. постигао победоносни кош са више од пола терена против репрезентације Србије у Београдској арени. Са Црном Гором је играо на Европским првенствима 2013. и 2017. као и на Светским првенствима 2019. и 2023. године.

## Успеси

### Клупски
- Будућност:
  - Јадранска лига (1): 2017/18.
  - Првенство Црне Горе (6): 2011/12, 2012/13, 2013/14, 2014/15, 2018/19, 2020/21.
  - Куп Црне Горе (7): 2012, 2014, 2015, 2018, 2019, 2020, 2021.
- Мега Лекс:
  - Куп Радивоја Кораћа (1): 2016.
- Црвена звезда:
  - Јадранска лига (1): 2021/22.
  - Првенство Србије (1): 2021/22.
  - Куп Радивоја Кораћа (1): 2022.

### Појединачни
- Идеални тим Еврокупа — друга постава (1): 2017/18.
- Идеална стартна петорка Јадранске лиге (1): 2020/21.
- Најкориснији играч Купа Радивоја Кораћа (1): 2016.
- Најкориснији играч Купа Црне Горе (2): 2012. 2014.
- Најкориснији играч Суперлиге Србије (1): 2022.
- Најбољи стрелац Суперлиге Србије (1): 2022.